# ブルーボーイ事件
ブルーボーイ事件（ブルーボーイじけん、Blue boy trial）とは、1964年に十分な診察を行わずに性別適合手術（当時は性転換手術と呼ばれた）を行った産婦人科医師が、1965年に麻薬取締法違反と優生保護法（現在の母体保護法）違反により逮捕され、1969年に有罪判決を受けた事件。優生保護法違反の方が重い量刑を下された。
当時の優生保護法第28条「何人も、この法律の規定による場合の外、故なく生殖を不能にすることを目的として手術又はレントゲン照射を行ってはならない」に違反したものとされた。

## 事件
検察によれば、問題となった行為の経緯は次のようであるとされる。
医師は、当時ブルーボーイと呼ばれていた男娼の職にある20歳代の戸籍上の男性3人に対して、1964年に相次いで性別適合手術を行った。
この際、今日の性別不合の診療で行われているような、「本当に手術の必然性があり、それは個人の嗜好や職業上の利得を動機とするものではない」という判断を下すに足る十分な精神科的診察を行わなかった。

## 背景
それ以前より1964年の東京オリンピックに備えるとして、街の浄化運動がさかんになり、警察は売春の取り締まりを強化していた。その余波で、当時も売春の取り締まりが社会的な課題となっていた。
その中で、少数ながら、性別適合手術を受けた後に売春をする戸籍上の男性たちがいた。彼らは法的には「男性」として扱われるため十分に取り締まることができず、警察や関連機関は何らかの形で「元を断つ」必要性を感じていた。

## 判決
1969年2月15日、東京地方裁判所刑事第12部により被告人医師を有罪とする判決が下された。被告人医師は、別件の麻薬取締法違反と併せて懲役2年および罰金40万円執行猶予3年に処せられた。
判決文は、性別適合手術に対する様々な意見を挙げた上で、次のような判断を下している。
- 性転向症[注 1]に対して性別適合手術を行うことの医学的正当性を一概に否定することはできないが、生物学的には男女のいずれでもない人間を現出させる非可逆的な手術であるので、少なくとも次のような条件を満たさなければならない。
  - 手術前には精神医学や心理学的な検査と一定期間にわたる観察を行うべきである。
  - 当該患者の家族関係、生活史や将来の生活環境に関する調査が行われるべきである。
  - 手術の適応は、精神科医を交えた専門を異にする複数の医師により検討されたうえで決定され、能力のある医師により実施されるべきである。
  - 診療録はもちろん調査、検査結果等の資料が作成され、保存されるべきである。
  - 性別適合手術の限界と危険性を十分理解しうる能力のある患者に対してのみ手術を行うべきであり、その際手術に関し本人の同意は勿論、配偶者のある場合は配偶者の、未成年者については一定の保護者の同意を得るべきである。
- 証人・鑑定人となった以上、高橋進の報告によれば、手術を受けた3人は性転向症であったと認めることができる（ただし、今日の基準において性別不合であると判断できるかどうかは現在となっては不明である）。
- しかし、被告人医師は、上記に挙げたような十分な診察・調査を行わなかった。
- 従って、手術の医療行為としての正当性を認めるには足りず、「正当な理由をなくして、生殖を不能にすることを目的として手術」を行ったものといえる。これは優生保護法第28条に反する。

## 映画
本事件を題材にした映画が2025年11月14日に公開予定。監督は飯塚花笑、主演は本作で演技初挑戦となる中川未悠。
本作は「性別適合手術」が違法とされていた1960年代に起きた実際の事件をもとにしたオリジナル作品であり、監督の飯塚、主演の中川をはじめとしたトランスジェンダーの当事者が参加している。なお、本作の主演は「トランスジェンダー当事者の俳優を主演に起用し、オリジナル作品として取り組む」という飯塚の考えのもと、オーディションで決定した。

### あらすじ
本作の舞台は、東京オリンピック後の高度経済成長期にある1965年の東京。国際化に向け、売春の取り締まりが強化されるなか、警察は性別適合手術を受けた「ブルーボーイ」と呼ばれる人々が戸籍上は男性のまま女性として働くため、現行の売春防止法では摘発できないことに頭を悩ませていた。そこで、警察は性別適合手術そのものに目をつけ、「生殖を不能にする手術は『優生保護法』に違反する」として、ブルーボーイたちに手術を行っていた医師・赤城昌雄を逮捕し、裁判にかけた。
一方、東京の喫茶店でウェイトレスとして働くサチは、恋人の若村篤彦からプロポーズを受け、幸せを感じていた。しかしある日、赤城の弁護を担当することになった弁護士・狩野卓が彼女を訪ねてきた。実はサチもまた、赤城のもとで性別適合手術を受けた患者の一人だった。狩野はサチに対し、「性別適合手術を受けた証人として裁判に出廷してほしい」と依頼する。

### キャスト
サチ
演 - 中川未悠
本作の主人公。医師の赤城による性別適合手術を受け、身体の特徴を女性的に変えた通称「ブルーボーイ」の一人。
東京の喫茶店でウェイトレスとして働いている。
若村篤彦
演 - 前原滉
サチの恋人。サチにプロポーズをした。
メイ
演 - 中村中
サチのかつての同僚。
アー子
演 - イズミ・セクシー
サチのかつての同僚。
ベティ
演 - 真田怜臣
ブルーボーイ。
ユキ
演 - 六川裕史
ブルーボーイ。
ツカサ
演 - 泰平
ブルーボーイ。
岡辺隆之
演 - 渋川清彦

赤城昌雄
演 - 山中崇
ブルーボーイたちに手術を行っていた医師。
「生殖を不能にする手術は『優生保護法』に違反する」として逮捕された。
時田孝太郎
演 - 安井順平
検事。
狩野卓
演 - 錦戸亮
赤城の弁護を担当することになった弁護士。
赤城のもとで性別適合手術を行った患者の一人であるサチに、「証人として出廷してほしい」と依頼する。

### スタッフ
- 監督 - 飯塚花笑
- 脚本 - 三浦毎生、加藤結子、飯塚花笑
- 音楽 - 池永正二
- 撮影 - 芦澤明子（JSC）
- 照明 - 菰田大輔
- 錄音 - 渡辺丈彦
- 美術 - 小坂健太郎
- 装飾 - 大谷直樹
- 編集 - 普嶋信一
- 衣裳デザイン - 田中亜由美
- ヘアメイク - タナカミホ
- キャスティングディレクター - 山下葉子
- 助監督 - 髙野佳子
- 制作担当 - 柳橋啓子
- プロデューサー - 遠藤日登思、金山、吉田憲一、新井真理子、押田興将
- アシスタントプロデューサー - 草野江里加
- 宣伝 - 齋藤淳、浅野早久実
- 特別協力 - ぐんまフィルムコミッション（群馬県）
- 特別解賛 - JINS、上毛新聞社
- 製作 - アミューズクリエイティブスタジオ、KDDI、日活
- 制作プロダクション - オフィス・シロウズ
- 配給・宣伝 - 日活、KDDI